# ديفيد إيرفاين (دبلوماسي)
ديفيد إيرفاين (بالإنجليزية: David Irvine) هو صحفي ودبلوماسي أسترالي، ولد في 10 يناير 1947 في برث في أستراليا.